# 等持院・立命館大学衣笠キャンパス前駅
等持院・立命館大学衣笠キャンパス前駅（とうじいん・りつめいかんだいがくきぬがさキャンパスまええき）は、京都府京都市北区等持院西町にある、京福電気鉄道北野線の停留場である。駅ナンバリングはB8。

## 歴史
- 1925年（大正14年）11月3日：京都電燈が経営する嵐山電鉄北野線の北野駅（現在の北野白梅町駅） - 高雄口駅（現在の宇多野駅）間の開業に伴い[3]、等持院駅（とうじいんえき）として開業[2][3][6]。
- 1942年（昭和17年）3月2日：路線継承により京福電気鉄道の停留場となる[3][6]。
- 2020年（令和2年）3月20日：駅名を等持院・立命館大学衣笠キャンパス前に改称[4][5][7][8][9][10][11]。

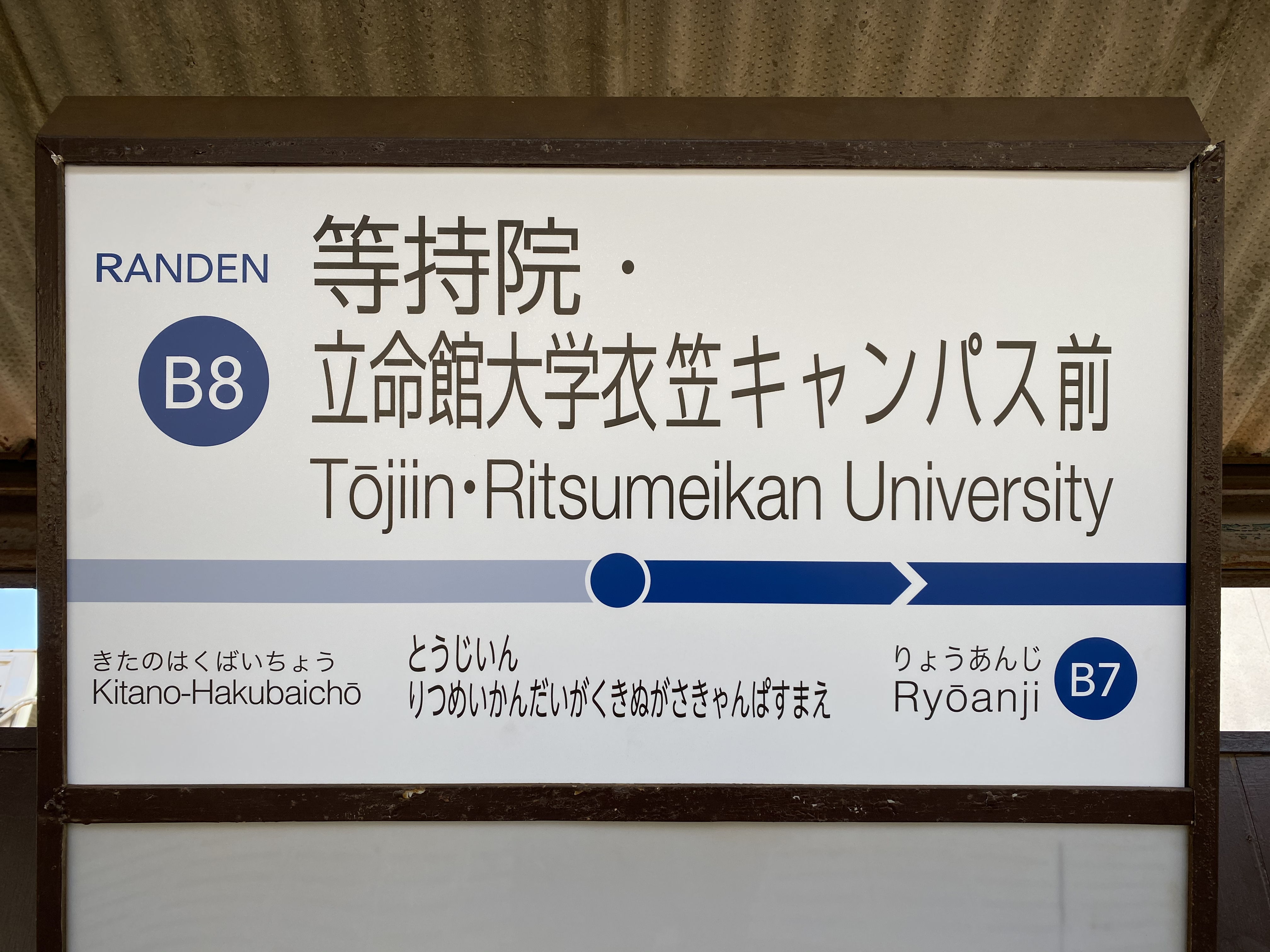
改称後の駅名標（2020年3月20日）

## 停留場構造
2面2線の相対式ホームを有する地上駅である。停留場の東側に主要な出入り口があるが、北野白梅町方面ホームには、停留場上屋の西側に柵が切れている部分があり、その部分からも北側の道路に出入りできる。
ここから龍安寺駅方にある踏切まで、道路が平行する区間は複線分の用地が確保されている。隣の龍安寺駅までは約200メートルで、北野線では駅間距離が最も短い区間である。

## 停留場周辺
- 等持院[1][9]
- 立命館大学衣笠キャンパス（南門・東門）[5][9]
  - 駅名に含まれているが、キャンパス西部（西門・清心門）には隣の龍安寺駅が近い。

### バス路線
- 西日本JRバス・京都市営バス「等持院南町」停留所
  - 西日本JRバス：高雄・京北線
  - 京都市営バス：10号系統
  - 京都市営バス：26号系統

## 日本一長い駅名の変遷
開業時の停留場名は「等持院駅」であったが、2020年3月20日に現在の「等持院・立命館大学衣笠キャンパス前駅」（とうじいん・りつめいかんだいがくきぬがさキャンパスまええき）へ改称した。読み仮名が26文字で、それまでの日本一長い駅名であった富山地方鉄道富山軌道線呉羽線の富山トヨペット本社前（五福末広町）停留場（24文字）を超えて日本最長となり、表記においても17文字で同停留場と並び、同じく日本最長となった。
しかし、約9か月後の2021年1月1日に富山トヨペット本社前（五福末広町）停留場がトヨタモビリティ富山 Gスクエア五福前（五福末広町）停留場（読み32文字、「山」と「G」の間のスペース含む表記26文字）に改称されたため、同停留場が再び日本一長い駅名となった。

## 隣の停留場
京福電気鉄道
■北野線
北野白梅町駅 (B9) - 等持院・立命館大学衣笠キャンパス前駅 (B8) - 龍安寺駅 (B7)
- 括弧内は駅番号を示す。
  - 1945年（昭和20年）6月4日までは、北野白梅町駅（当時は白梅町駅）と当停留場の間に小松原駅が存在した。